# Нормированная стоимость электроэнергии

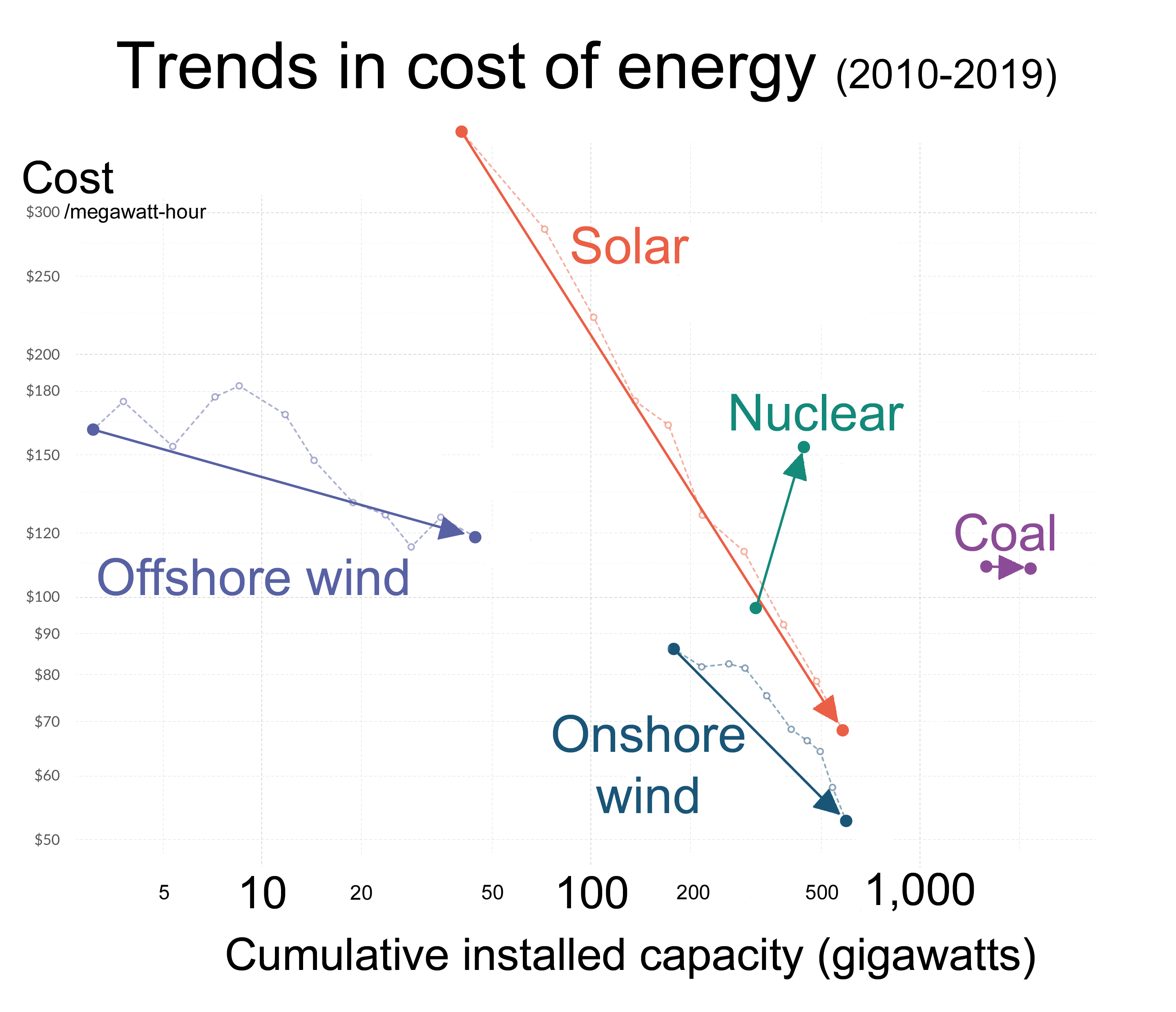

Нормированная стоимость электроэнергии (англ. Levelized Energy Cost (LEC), также англ. Levelised Cost of Energy (LCOE)) — средняя расчётная себестоимость производства электроэнергии на протяжении всего жизненного цикла электростанции (включая все возможные инвестиции, затраты и доходы).
В единой формуле выглядит следующим образом:
{\displaystyle \mathrm {LEC} ={\frac {\sum _{t=1}^{n}{\frac {I_{t}+M_{t}+F_{t}}{\left({1+r}\right)^{t}}}}{\sum _{t=1}^{n}{\frac {E_{t}}{\left({1+r}\right)^{t}}}}}},
где
- {\displaystyle LEC} = Средняя стоимость нормированного производства электроэнергии
- {\displaystyle I_{t}} = Инвестиционные затраты в год t
- {\displaystyle M_{t}} = Операционные затраты и затраты на содержание в год t
- {\displaystyle F_{t}} = Затраты на топливо в год t
- {\displaystyle E_{t}} = Производство электроэнергии в год t
- {\displaystyle r} = Ставка дисконтирования
- {\displaystyle n} = Жизненный цикл системы

Обычно нормированная стоимость электроэнергии рассчитывается на 20–40 лет жизненного цикла и даётся в единицах стоимости на кВт⋅ч, например, в AUD/kWh, либо в EUR/kWh или на МВт⋅ч. Необходимо, однако, с осторожностью относиться при сравнении различных стоимостей, поскольку стоимость источника энергии зачастую зависит от предположений, финансовых условий и анализа технологического развития. В частности, предположения использованной мощности имеют решающее значение в расчёте стоимости. Например, солнечная батарея может иметь низкий коэффициент использования установленной мощности порядка 10 % в зависимости от местонахождения.